# Ebringen

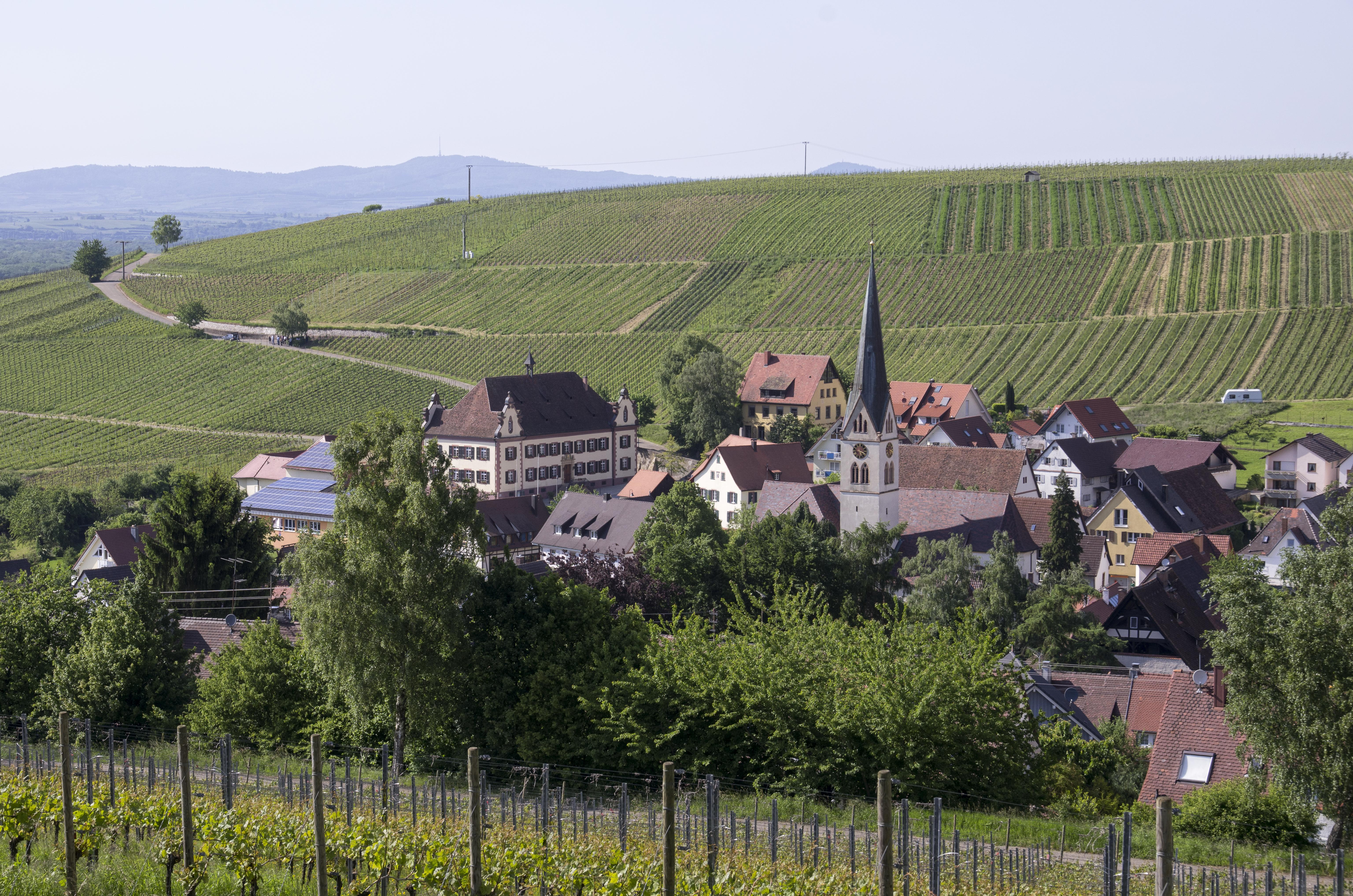
Blick auf Kirche und Rathaus von Ebringen

Ebringen (alemannisch Ebringe) ist eine Gemeinde im Landkreis Breisgau-Hochschwarzwald in Baden-Württemberg (Deutschland) südlich von Freiburg im Breisgau.

## Geographie

### Ausführliche Darstellung
Eine ausführliche Darstellung der Geographie, Geologie sowie von Fauna und Flora auf der Ebringer Gemarkung findet sich im Artikel Schönberg (Ebringen).

### Geographische Lage

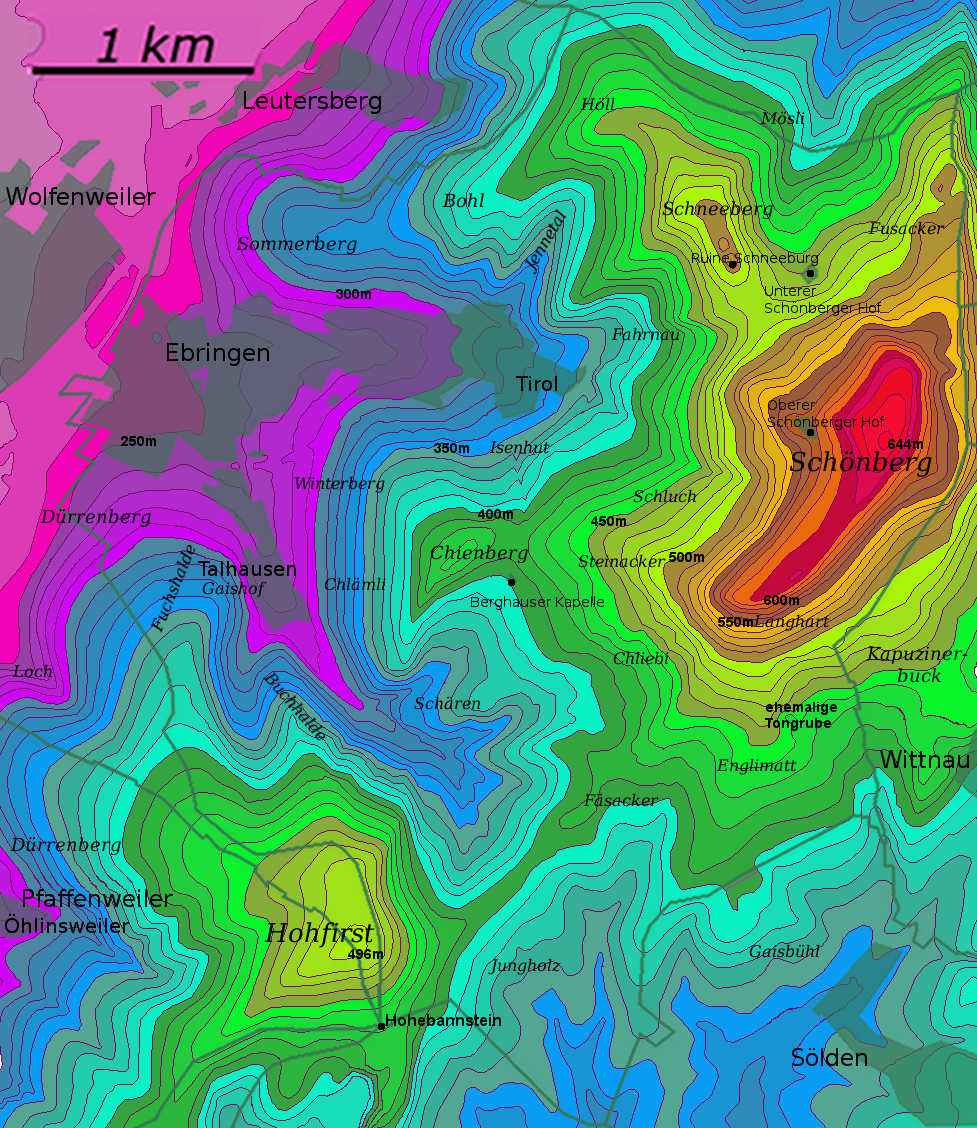
Isohypsenkarte der Ebringer Gemarkung

Ebringen liegt circa vier Kilometer vom südwestlichen Stadtrand Freiburgs entfernt in 245 bis 644 Meter Höhe. Der Ort liegt in einer ansteigenden Talmulde des 644 m hohen Schönbergs, ist nach Westen und Süden zur oberrheinischen Tiefebene offen und bietet damit dem Weinbau ideale Bedingungen.

### Geologie
Die gesamte Ebringer Gemarkung liegt im Schönbergmassiv, einem Vorgebirge des Schwarzwaldes, das geologisch zum Oberrheingraben gehört.
Der Schönberg zeichnet sich durch eine sehr vielfältige Oberflächengeologie aus, die aus allen Perioden der Trias und des Juras stammt sowie Konglomerate und vulkanische Schichten aus dem Paläogen. Von der Eiszeit zeugen zum Teil mächtige Lössablagerungen in den Rebbergen.

### Ausdehnung des Siedlungsgebiets
Das bebaute Gebiet Ebringens ist nach Westen hin nur durch eine schmale Siedlungszäsur von 200 Metern Breite – durch die die L125 führt und die die Rheintalbahn nach Westen begrenzt – von der Nachbarortschaft Wolfenweiler getrennt, so dass Schallstadt (mit Wolfenweiler) und Ebringen ein nahezu zusammenhängendes Siedlungsgebiet von 4 km Länge in Ost-West-Richtung bilden.

### Nachbargemeinden
Die Gemarkung grenzt – vom Norden im Uhrzeigersinn – an Freiburg im Breisgau, Merzhausen, Au, Wittnau, Sölden, Bollschweil, Ehrenkirchen, Pfaffenweiler und Schallstadt.

### Gemeindegliederung

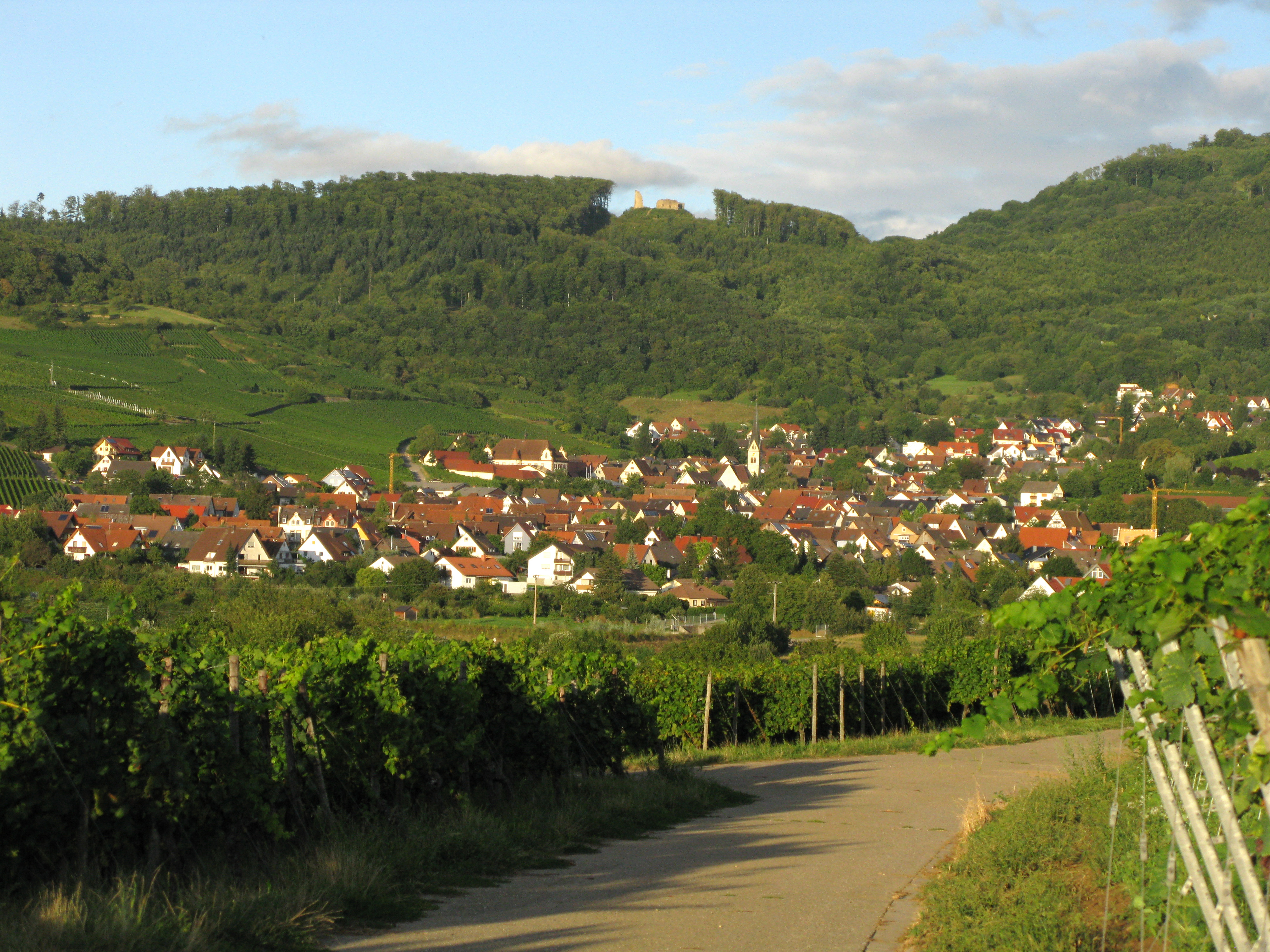
Ebringen mit Ruine Schneeburg

Zur Gemeinde Ebringen gehören das Dorf Ebringen, der Weiler Talhausen, die Höfe Oberer Schönbergerhof und Unterer Schönbergerhof sowie die Berghauser Kapelle. Im Gemeindegebiet liegt die Ruine Schneeburg. Die Hauptsiedlungsachse in Ebringen zieht sich von der westlichen Gemarkungsgrenze über eine Länge von etwa 1700 Metern an die unteren Hänge des Schönbergs hinauf, beginnend bei etwa 240 Metern über NN bis hinauf auf etwa 350 Meter über NHN.
Die Hauptachse gliedert sich in die Ebringer Ortsteile Unterdorf mit Gewerbegebiet, Mitteldorf und Oberdorf sowie den bis in die Mitte des 20. Jahrhunderts vom Kernort baulich getrennten Ortsteil Tirol (bis in die 1920er Jahre als „Beim Schlemmer“ bzw. „Bim Schlemmer“ bezeichnet). Südlich der Umgehungsstraße befindet sich, südwestlich der Ortsmitte und fast im rechten Winkel zur Hauptsiedlungsachse, der Ortsteil Talhausen, der sich über etwa 600 Meter Länge erstreckt. An der Stelle der mittelalterlichen Siedlung Berghausen am Südhang des Schönbergs existiert nur noch die nach Aufgabe der Siedlung mehrfach erweiterte Kapelle. Auf dem Schönberg befinden sich außerdem zwei Höfe. Während der Obere Schönberger Hof nur Viehwirtschaft betreibt ist der Untere Schönberger Hof ein Ausflugslokal mit Blick auf Freiburg und die Freiburger Bucht.

### Klima
Das Klima in Ebringen ist typisch für den Ostrand des Oberrheingrabens. Die Jahresdurchschnittstemperatur beträgt 11,6 °C, mit dem Minimum von 2,5 °C im Januar und dem Maximum von 21 °C im Juli für die Periode von 1983 bis 2014. Die durchschnittliche Niederschlagsmenge beträgt 958 Liter/m² jährlich.
Diese an einer privaten Wetterstation in Ebringen seit 1983 gemessenen Daten lassen als Trend – synchron mit den DWD-Daten der Station Freiburg-St.Georgen – eine Zunahme der jährlichen Durchschnittstemperaturen im Zeitablauf erkennen.

## Geschichte
Die Gemeinde kann auf den ältesten urkundlich erwähnten Weinbau im Markgräflerland zurückblicken. In einer Schenkungsurkunde von Rebland an das Kloster St. Gallen wird Ebringen neben einem Openwilare erwähnt: Propterea vernacula terra juris mei in loco, qui dicitur Openwilare, tradimus sancto Galloni viginti juchos, et in Eberingen unum juchum de vinea. Die Urkunde datiert von einem 16. Januar in der Herrschaftszeit des Frankenkönigs Chilperich II., der von Juni 715 bis März 721 regierte, ohne eine Jahresangabe, es wird nur ein herrschender König Chilperich erwähnt. Die Regierungszeit von Chilperich I. (561–584) scheidet aus, da zu dieser Zeit das Kloster St. Gallen noch nicht bestand. Weitere Chilperichs gab es nicht, so dass die Datierung in die Zeit von 716 bis 721 eingrenzbar ist. Die inneren Verhältnisse des Frankenreiches machen eine Errichtung der Urkunde im Jahre 720 am wahrscheinlichsten, da Chilperich II. erst ab 720 auch das Ostreich, in dem St. Gallen wie auch Ebringen lagen, regierte.
Die Ebringer Nachbarorte Pfaffenweiler wie Wolfenweiler erhoben lange den Anspruch, mit Openwilare identisch zu sein. Die Forschung geht bei Openwilare von einem untergegangenen Weiler im nördlichen Schneckental zwischen beiden Ortschaften aus.

### Vorgeschichte
Die ältesten Siedlungsspuren der Ebringer Gemarkung finden sich auf dem Gipfelplateau des Schönbergs. Diese werden in die Jungsteinzeit (ca. 5000 v. Chr.) datiert.

### Antike
Aus der Keltenzeit sind keine archäologischen Zeugnisse bekannt, dagegen gab es in der Römerzeit auf der Ebringer Gemarkung einen Gutshof. Im Ortsteil Talhausen wurden in den 2010er Jahren bei Bauarbeiten ebenfalls Reste eines Gebäudes aus der Römerzeit entdeckt. In die Zeit der Römerherrschaft (etwa von Christi Geburt bis 260 n. Chr.) dürfte daher auch die Einführung des Weinbaus fallen.

### Völkerwanderung und Frühmittelalter
260 nach Christus überschritten die Alamannen den Limes. Die Römer zogen sich an die Rheingrenze zurück, bleiben aber im Bereich des Breisgaus politisch bestimmend. Die Alamannen gründeten kleinere Siedlungen. Ebringen dürfte nicht nur aufgrund der Namensendung -ingen zu den ersten alamannischen Siedlungen gehört haben, denn im südwestlichen Bereich des Ortes legen die Alamannen ein größeres Gräberfeld an, das von circa 300 bis 700 nach Christus als Friedhof benutzt wurde.

### Erste St. Galler Herrschaft (ca. 720–1349)
Bei der mit der Eingliederung der Alamannen ins Frankenreich beginnenden Christianisierung gewinnt das Kloster St. Gallen bereits seit seiner Gründung 719 rasch an Einfluss. Dies belegt auch die oben genannte Schenkungsurkunde um das Jahr 720, in welcher u. a. Ebringer Rebland dem Kloster vermacht wird. Die Urkunde stellt sowohl das älteste schriftliche Zeugnis für den Weinbau zwischen Freiburg und Basel dar, als auch den ersten Grundbesitz des Klosters Sankt Gallen. Ebringen markiert damit sowohl den Beginn als auch das Ende des Klosters Sankt Gallen, war es doch 1805 auch dessen letztes verbliebene Territorium.
817 wird der Ortsteil Talhausen erstmals erwähnt. 968 erfolgt die erste Nennung des um 1400 aufgegebenen Berghausens.
Der Einfluss der Fürstabtei St. Gallen in Ebringen blieb während des gesamten Mittelalters und der frühen Neuzeit bis zur Auflösung der Fürstabtei 1805 bestehen. Ebringen war bei Aufhebung des Klosters dessen letztes verbliebenes Herrschaftsgebiet, das Schloss die Exilresidenz des Fürstabts.
Nach den Schenkungen im 8. Jahrhundert entwickelte sich im Laufe der Zeit eine sanktgaller Grundherrschaft über die drei Dörfer Ebringen, Talhausen und Berghausen. Letztere waren aber pfarrlich noch lange gemeinsam eigenständig und unterstanden geistlich dem Kloster St. Trudpert im Münstertal.
Ursprünglich war Wittnau im Hexental der Schwerpunkt der St. Galler Güterverwaltung im Breisgau, doch verlor später das Kloster im Hochmittelalter erheblich an Einfluss, was eine Reorganisation der Herrschaft notwendig machte. Vermutlich in der ersten Hälfte des 13. Jahrhunderts erfolgte die Verlegung des Verwaltungssitzes nach Ebringen, da in einer Urkunde von 1250 ein nicht namentlich genannter St. Galler Propst mit Sitz in Ebringen erwähnt wird.

### Adelige Grundherrschaft (1349–1621)
Im Frühsommer 1349 wurde die Region von der Großen Pest, heimgesucht. Im Kloster St.Gallen fiel dieser ein Großteil der Mönche zum Opfer. Auch für Ebringen muss anhand der Quellen für andere Orte von 33–50 % Todesopfern ausgegangen werden.
Daher kam es wohl auch aus diesem Grund im November 1349 zu einer Änderung der Herrschaftsverhältnisse. Werner von Hornberg übertrug der Fürstabtei sein Eigengut, die Schneeburg auf dem Schönberg, und erhielt diese dann mitsamt der Vogtei über die St. Galler Herrschaft in Ebringen, Talhausen und Berghausen sowie der übrigen Klostereinkünfte im Breisgau als Lehen. St.Gallen dürfte schlicht das Personal gefehlt haben, die entfernte Herrschaft noch direkt zu kontrollieren. Von Hornberg wiederum benötigte einen einflussreichen Verbündeten, um die Ansprüche des Freiburger Stadtadels auf den Schönberg abzuwehren.
Ungefähr in diese Zeit fällt auch der Beginn der habsburgischen Oberhoheit über Ebringen. Die Habsburger dehnten von ihren Stammlanden im heutigen Aargau ihre Herrschaft in Konkurrenz mit den Zähringer und später deren badischer Nebenlinie nach Norden in den Schwarzwald aus. Während der Nachbarort Wolfenweiler unter badischer Herrschaft war, gehörte Ebringen seither bis 1803/06 zu Österreich. Verwaltungszentrum der Vorlande war von 1431 bis zum Dreißigjährigen Krieg das elsässische Ensisheim.
Das auf dem Schönberg gelegene Berghausen wurde am Anfang des 15. Jahrhunderts aufgegeben, ebenso die Schneeburg, da die Ortsherrschaft stattdessen ihren Sitz im Areal des heutigen Rathauses nahm. Die Ortsherrschaft selbst wurde zumeist von Dienstleuten der adeligen Herren ausgeübt, da diese nicht in Ebringen residierten.
Den Hornbergern gelang es in den folgenden Jahrzehnten, die Lehensabhängigkeit vom Kloster de facto stark zu reduzieren. Konrad von Hornberg setzte beim Kloster 1428 die weibliche Erbfolge für seine Ehefrau Benignosa von Rathsamhausen durch, wobei das Lehen bei Wiederverheiratung der Witwe auch an deren Ehemann fallen durfte.
Die Herren von Staufen versuchten 1457, gedrängt von ihren Pfaffenweiler Untertanen, aufgrund einer Urkunde von 1331, Ansprüche auf Talhausen und Berghausen geltend zu machen. Grund war die pfarrliche Zugehörigkeit von Tal- und Berghausen zum Kloster St. Trudpert, dessen Schirmherren die Staufener waren. Doch der österreichische Landvogt Peter von Mörsberg entschied zu Gunsten von Konrad von Hornberg.
Nach Kondrads Ableben 1457/58 fiel die Herrschaft Ebringen an seine Witwe und nach deren Wiederverheiratung 1458 an den Vorarlberger Ritter Hans von Hohenems.
Nach dem Tode Benignosas heiratete Hans von Hohenems Helena von Klingenberg.
Die Herren von Staufen versuchten 1478 erneut für Pfaffenweiler ihren Anspruch auf Talhausen und Berghausen (und damit den Hohfirst) gerichtlich durchzusetzen, doch wurde die Klage durch das Hofgericht zu Ensisheim im Elsass in allen Punkten abgewiesen und Ebringen mit Talhausen, Berghausen und der Schneeburg als Lehen St. Gallens bestätigt. In den 1480er Jahren wandten sich die Herren von Staufen deshalb direkt an Kaiser Friedrich III. als habsburgischen Landesherrn, der die Angelegenheit jedoch an das für Lehenssachen zuständige Mannengericht im Breisgau verwies. Auch dort hatten die Staufer keinen Erfolg.
Während des Volksfestes anlässlich der Kirchweih ereignete sich am 16. August 1495 eine Massenschlägerei alkoholisierter Teilnehmer, bei der ein Handwerksgeselle aus Freiburg beim Sturz über eine Bank ums Leben kam. Einige Tage später zogen daher über 700 Freiburger nach Ebringen, um Rache zu nehmen. Da die Bevölkerung sich in der Wälder geflüchtet hatten, wurde der Ort nur ausgeplündert. Überdies verbot die Stadt Freiburg Ebringer Bürgern den Zugang zu ihrem Markt. Das Vorgehen Freiburgs wurde von der vorderösterreichischen Regierung in Ensisheim als Landfriedensbruch gewertet. Der Streit zwischen Freiburg und Ebringen wurde dann am 30. Oktober 1495 mit einem Vergleich durch den österreichischen Landvogt beigelegt. An diese Kirchweih erinnern noch drei in eine Mauer gefasste Sühnekreuze im Ebringer Unterdorf.
Hans von Hohenems’ Tochter Helena erbte Ebringen und heiratete 1506 in zweiter Ehe Sigmund von Falkenstein, Herr der Heidburg zwischen Kinzigtal und Elztal.

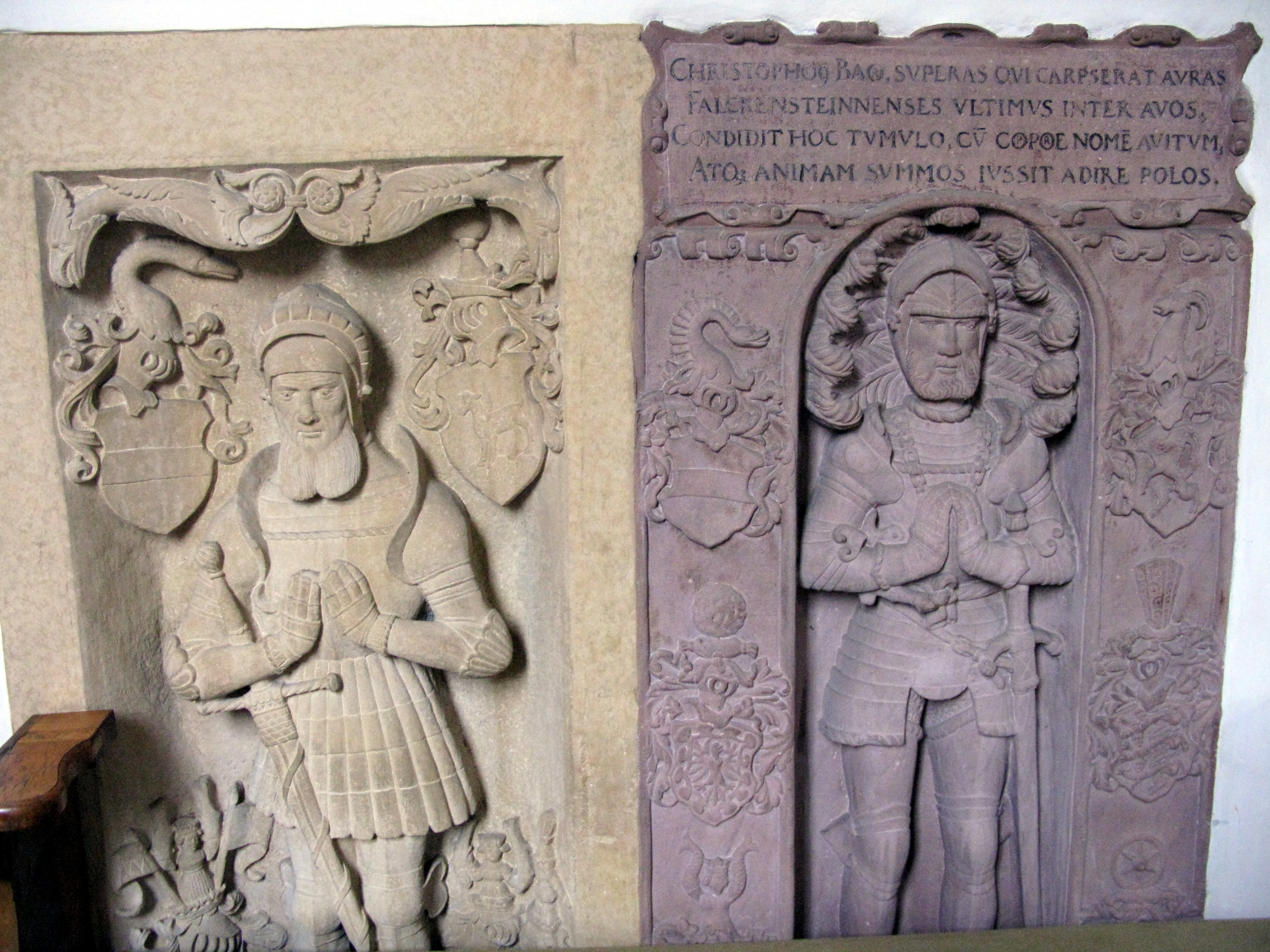
Grabmale in der Ebringer Pfarrkirche

Nach Sigmunds Tod 1533 ging Ebringen 1537 an seinen Sohn Christoph über, der 1559 ohne Nachkommen starb. Christoph von Falkenstein war kaiserlicher Rat und Präsident der vorderösterreichischen Regierung in Ensisheim. An Sigmund und seinen Sohn erinnern noch heute Grabdenkmäler in der Ebringer Pfarrkirche. Nach Christophs Tod gelangte die Herrschaft an seinen Neffen Hans Wolf von Bodman. An Sigmund und seinen Sohn erinnern noch heute Grabdenkmäler in der Ebringer Pfarrkirche.
In der Reformation blieb Ebringen anders als die Nachbarortschaft Wolfenweiler katholisch, was zu einer Neuordnung der Pfarreigrenzen führte. Vor der Reformation waren Teile des Ebringer Unterdorfes pfarrlich Wolfenweiler zugeordnet gewesen. Nun wurden die Gebiete der weltlichen Herrschaft und der Pfarrei deckungsgleich. Christoph von Falkenstein soll persönlich die Bewohner des Unterdorfs gehindert haben, weiterhin nach Wolfenweiler zur Kirche zu gehen.
1584 wurde Ebringen von der Pest heimgesucht.

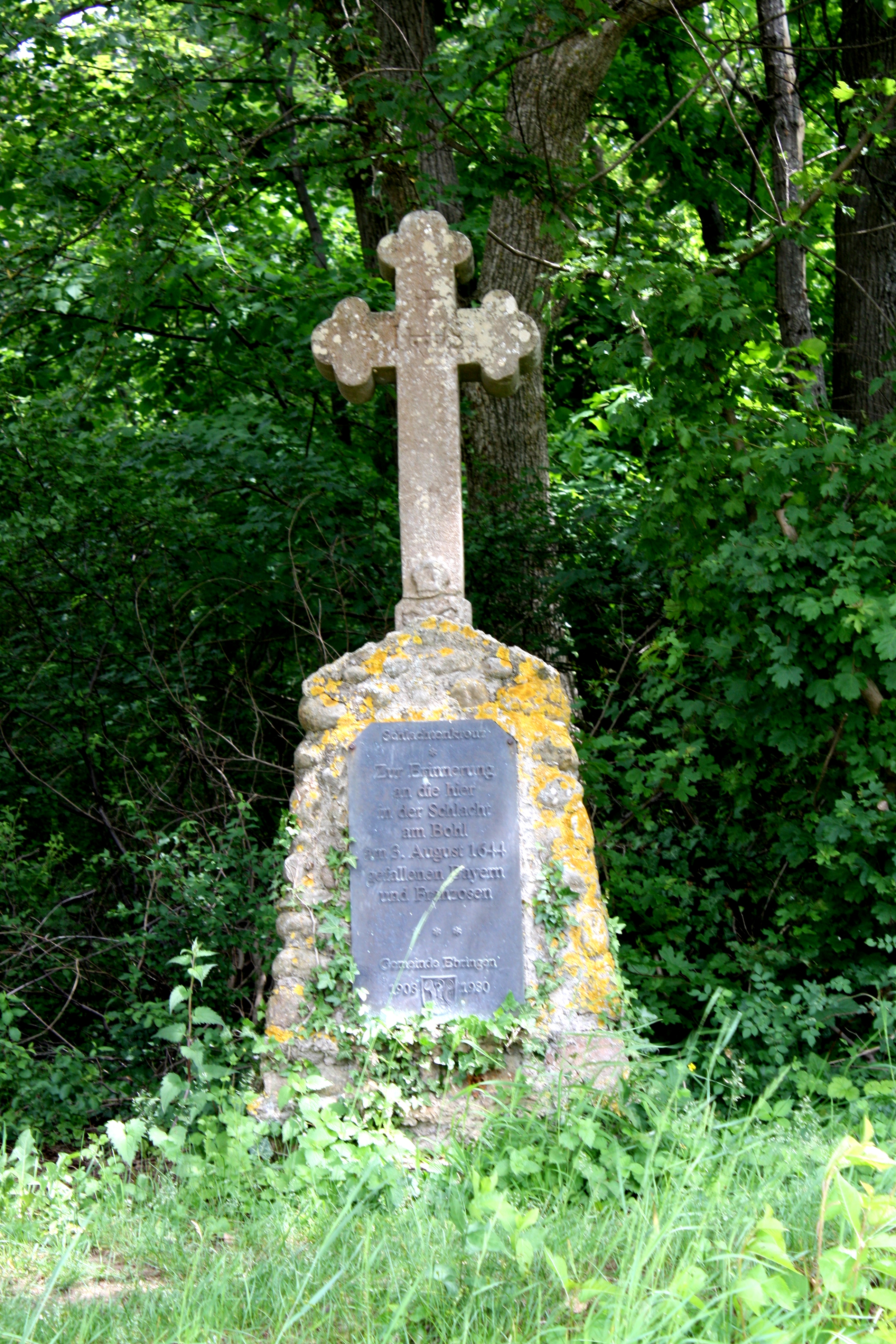
Schlachtenkreuz

### Zweite St. Galler Herrschaft (1621–1806)
Der Sohn Hans Wolf von Bodmanns, Hans Ludwig von Bodmann, verkaufte Ebringen an Gerwig von Hohenlandsberg. Von dessen Sohn Hug Dietrich erwarb die Fürstabtei Sankt Gallen 1621 die ungeteilte Herrschaft in Ebringen zurück. Norsingen war bereits 1607 wieder unter direkte St. Galler Herrschaft heimgefallen.
Die Herrschaft Ebringen blieb dabei formal weltlich. Der St. Galler Statthalter gehörte daher als Ritter von Ebringen zum Adelsstand der Breisgauer Landstände.
1629 brach in Ebringen die Pest aus.
1637 verließ die St. Galler Obrigkeit in den Wirren des Dreißigjährigen Krieges Ebringen. Die Bevölkerung war ebenfalls zu großen Teilen in den Sundgau und die Schweiz geflohen.
1640 ließ der Freiburger Stadtkommandant Friedrich Ludwig Kanoffski (1592–1645) Ebringen besetzen und erklärte es zum persönlichen Herrschaftsgebiet. Er ignorierte alle sanktgallischen Einsprüche. St. Gallen und die Schweizer Eidgenossenschaft wendeten sich deswegen an den französischen Hof, der die Einsprüche jedoch zunächst ebenfalls nicht beachtete.
Im Juni 1644 eroberten bayerische Truppen Freiburg, die weimarische Besatzung unter Kanoffski erhielt freien Abzug ins verbündete französische Breisach. Damit endete auch die Herrschaft Kanoffskis über Ebringen. Der Ort selbst lag nun im militärischen Niemandsland zwischen einem französischen Lager auf dem Batzenberg mit Truppen, die dort auf Verstärkung zur Rückeroberung Freiburgs warteten, und dem Bohl – dem strategisch günstig gelegenen westlichen Ausläufer des Schönbergs, direkt oberhalb Ebringens, wo bayerische Truppen eine starke Stellung gebaut hatten.
Am 3. August 1644 griffen die Franzosen das Bohl an und konnten unter hohen Verlusten die Bayern vertreiben. Die Schlacht bei Freiburg fand dann am 5. und 9. August am Schlierberg, dem heutigen Lorettoberg, auf der anderen Seite des Schönbergs ihre Fortsetzung. Die tagelangen Unterbrechungen waren dem nasskalten Wetter und dem dadurch feucht gewordenen Schießpulver geschuldet.
Ein Schlachtenkreuz erinnert an die Schlacht am Bohl. Es steht an Stelle des Beinhauses, wo man erst 30 Jahre nach der Schlacht die bis dahin auf dem ganzen Berg verstreut liegenden Knochen der Gefallenen bestattete. Das Massengrab entwickelte sich – nicht zur Freude der Kirche – zu einem Wallfahrtsort der katholischen Bevölkerung aus der Umgebung und es wurden offenbar auch immer wieder Knochen als Reliquien entwendet. Da die Kirche die Wallfahrten nicht unterbinden konnte, veranlasste der nach Ebringen verbannte Ildefons von Arx schließlich 1791 den Abtransport der verbliebenen Gebeine der Gefallenen, wodurch in den folgenden Jahrzehnten die Verehrung langsam zum Erliegen kam.
Nachdem die Schlacht bei Freiburg die französische Position im Breisgau – Breisach blieb französisch – stark geschwächt hatte, übergaben die Franzosen den Ort wieder an St. Gallen. 1646 kehrten die Obrigkeit und mit ihr auch viele Flüchtlinge zurück.
Kurz vor dem Westfälischen Frieden wurde Ebringen 1648 noch einmal von französischen Truppen geplündert. Die Bevölkerung floh nach Todtnau.
Mit dem Westfälischen Frieden verlor Österreich das Elsass an Frankreich und die Regierung der Vorlande nahm in Freiburg ihren Sitz. Die St. Galler Ortsherrschaft errichtete mit dem Ebringer Hof in der Freiburger Innenstadt („Haus zur lieben Hand“) eine Repräsentanz im neuen Verwaltungszentrum.
In den Jahrzehnten nach dem Dreißigjährigen Krieg kam es auch in Ebringen wie im gesamten südwestdeutschen Raum zu einer Einwanderung aus der Schweiz und Tirol, mit der die Obrigkeit versuchte, die Bevölkerungsverluste auszugleichen.
Die Verbindung der Fürstabtei St. Gallen mit den Eidgenossen war wesentlich enger als jene zum Reich, wobei sie mit dem reformierten Zürich immer wieder Schwierigkeiten hatte. Das Jahr 1676 war dann für Ebringen besonders unerfreulich: In den 1670er Jahren wandte sich die Fürstabtei von Österreich ab und stattdessen wie die restliche Schweizer Eidgenossenschaft Frankreich zu. Einige Tausend St. Galler Bürger dienten als Söldner im französischen Heer, das in jener Zeit immer wieder das Heilige Römische Reich auch am Oberrhein mit dem österreichischen Breisgau angriff.
Als Reaktion befahl Kaiser Leopold, die Herrschaft Ebringen, obwohl Teil Österreichs, als „Eigentum eines feindlich gesinnten Landesherrn“ zu behandeln. Zugleich wurde dem Fürstabt mit dem Entzug seines Titels gedroht.
Nachdem der St. Galler Statthalter und spätere Fürstabt Leodegar Bürgisser die Vorladung der vorderösterreichischen Regierung nach Freiburg ignorierte, plünderten österreichische Truppen Ebringen vom 16. bis 18. Oktober 1676. Der Schaden belief sich auf über 20.000 Gulden. Die Fürstabtei lehnte sich nun wieder an Habsburg an, im Gegensatz zur übrigen Schweizer Eidgenossenschaft, die weiter zu Frankreich hielt.
Bei der französischen Belagerung Freiburgs im November 1677 floh die Ebringer Bevölkerung und blieb dem Ort ein Vierteljahr fern. Für die Fürstabtei war der Seitenwechsel zu Habsburg nun auch im Breisgau wenig einträglich, da jetzt Frankreich die Region militärisch beherrschte und 1679 Freiburg annektierte, auch wenn der übrige Breisgau habsburgisch blieb. Frankreich verlangte nun von der Ebringer Herrschaft die Lieferung von Eichen im Wert von 20.000 Gulden zum Ausbau der Festung Freiburg. Hierfür wurde der herrschaftliche Wald am südwestlichen Schönberg, dem Herrenbuck, abgeholzt. Die Weinlese 1678 wurde von Soldaten geraubt, 1679 lagen die Weinberge dann brach, weil der Ort weitgehend verlassen war. Erst ab 1679 kehrte die Bevölkerung nach und nach zurück.
Im Spätjahr 1690 verließ die Bevölkerung wegen des Herannahens eines großen französischen Heeres erneut den Ort für einige Wochen.
In den folgenden Jahren bis 1713 kam es wiederholt zu Plünderungen des Dorfes durch französische Truppen, auch nach der im Sommer 1698 vollzogenen Rückgabe Freiburgs an Österreich. Der von 1696 bis 1717 regierende Fürstabt Leodegar Bürgisser trug sich daher mit dem Gedanken, die wenig einträgliche Herrschaft Ebringen zu veräußern, nahm aber schließlich, nicht zuletzt wegen seiner Konflikte mit den reformierten Orten der Eidgenossenschaft, davon Abstand. Stattdessen erbaute der von 1705 bis 1725 als Statthalter in Ebringen regierenden Lukas Graß in den Jahren 1711–1713 mit dem Ebringer Schloss, dem heutigen Rathaus, ein repräsentatives Herrenhaus der St. Galler Herrschaft.
Die Spannungen zwischen der Fürstabtei St. Gallen und ihrer Herrschaft Toggenburg eskalierten und deren mehrheitlich reformierte Untertanen erklärten sich im Frühling 1710 für unabhängig. Die reformierten Orte der Eidgenossenschaft kamen einem Eingreifen Österreichs zugunsten des Fürstabts zuvor und unterstützten die Toggenburger militärisch, was zum Toggenburgerkrieg führte. Fürstabt Bürgisser floh am 29. Mai 1712 mit dem Konvent nach Neuravensburg, ein reichsunmittelbares Territorium des Klosters nördlich des Bodensees im Heiligen Römischen Reich. Noch im Juli schickte der Abt den Ebringer Statthalter Lukas Grass nach Wien, um – erfolglos – die österreichische Regierung um militärische Hilfe zur Wiederherstellung des Klosters zu ersuchen. Die für das Kloster katastrophale gesamtpolitische Lage und die Abwesenheit des Statthalters nutzten 25 Ebringer Bürger zu einer Klage gegen die St. Galler Herrschaft beim vorderösterreichischen Ständegericht betreffs der Rechte der Herrschaft gegen ihre Untertanen. Der Gemeindevogt verhielt sich offiziell neutral. Statthalter Grass zeigte sich jedoch in der sich über mehr als zwei Jahre hinziehenden Angelegenheit kompromisslos und gewann den zeitweise kriegsbedingt unterbrochenen Prozess.
Im Frühherbst 1713 belagerte gegen Ende des Spanischen Erbfolgekriegs ein großes französisches Heer während sieben Wochen Freiburg. Die Truppen plünderten wie damals üblich das Umland. In Ebringen blieb nur der neue Herrschaftssitz davon verschont. Die Herrschaft hatte sich durch eine Sauvegarde von der Plünderung freigekauft. Die Bevölkerung floh erneut, u. a. nach Bartenheim im elsässischen Sundgau.
1714 entschied das Ständegericht schließlich die Klage zu Gunsten der Fürstabtei und die Ebringer Bürger mussten in einer Unterwerfungserklärung gegenüber der Fürstabtei die Leibeigenschaft anerkennen. Grass erhielt zudem von der österreichischen Landesherrschaft das im Breisgau übliche Recht der Erstinstanz (iudicium primae instantiae) der Grundherrschaft bestätigt. Damit wurden alle Streitigkeiten zwischen Ebringer Bürgern und der Grundherrschaft zunächst zu einer innersanktgallischen Angelegenheit und waren vor einem sanktgaller Gericht zu verhandeln. Das vorderösterreichische Ständegericht bestätigte die Unterwerfungserklärung am 24. Januar 1715. Nach diesem Erfolg im Breisgau konnte die Fürstabtei nach dem Tod von Abt Bürgisser 1717 auch einen für sie akzeptablen Friedensschluss im Toggenburgerkrieg erreichen. 1718 wurde ihre Herrschaft in der Ostschweiz wiederhergestellt, so dass das erst 1718 endgültig fertiggestellte Ebringer Schloss nicht als Exilresidenz des Konvents dienen musste.
In den folgenden drei Jahrzehnten kehrte dann eine relative Ruhe ein, in der der Ort sich erholte. 1742 führte der von der Fürstabtei St. Gallen aus Weisstannen nach Ebringen versetzte Dorfpfarrer Joseph Benedikt Müller wie schon in seiner vorigen Pfarrei auch in Ebringen die allgemeine Schulpflicht ein. 1744 belagerten französische Truppen unter dem persönlichen Befehls König Ludwigs XV. im Rahmen des Österreichischen Erbfolgekrieges erneut Freiburg. In Ebringen quartierte sich französische Kavallerie in den Stuben der Wohnhäuser ein, deren Bewohner auf die Speicher unter den Dächern ziehen mussten. Zwar gab es praktisch keine Übergriffe auf die Zivilbevölkerung, doch wurden die Stecken der Rebanlagen zum Heizen verwendet. Als der St. Galler Fürstabt Coelestin Gugger von Staudach sich im Folgejahr 1745 von seinen Ebringer Untertanen huldigen ließ, fand der desolate Zustand der Weinberge Erwähnung.
1748 wurde im Bereich der ehemaligen Siedlung Berghausen die noch heute stehende Kapelle erbaut.
Danach kehrte eine gut vier Jahrzehnte bis zur Französischen Revolution währende relativ friedliche Periode ein, was sich auch in einem deutlichen Bevölkerungszuwachs zeigte. In dieser Zeit versuchte Österreich, die Landesherrschaft gegenüber den Grundherrschaften auszubauen. Die Zentralisierung wie auch die Reformen Kaiser Josephs stießen im Breisgau allerdings bis zum Ende der Habsburgerherrschaft auf den Widerstand der örtlichen Stände, so auch in Ebringen.
Am 1. Juli 1782 hob der vorderösterreichische Regierungspräsident Johann Adam von Posch die Rechte der Grundherrschaften auf die Erste Instanz in Rechtsfragen auf und ersetzte sie durch die vorderösterreichischen Landrechte. Am 20. Dezember 1782 wurde zudem die Leibeigenschaft in Vorderösterreich aufgehoben. Damit war die Grundherrschaft weitgehend entmachtet und die Unterwerfungserklärung von 1714 praktisch aufgehoben. Allerdings standen der Grundherrschaft weiterhin 62,5 % der örtlichen Steuereinnahmen zu, gegenüber 37,5 % für die Landesherrschaft.

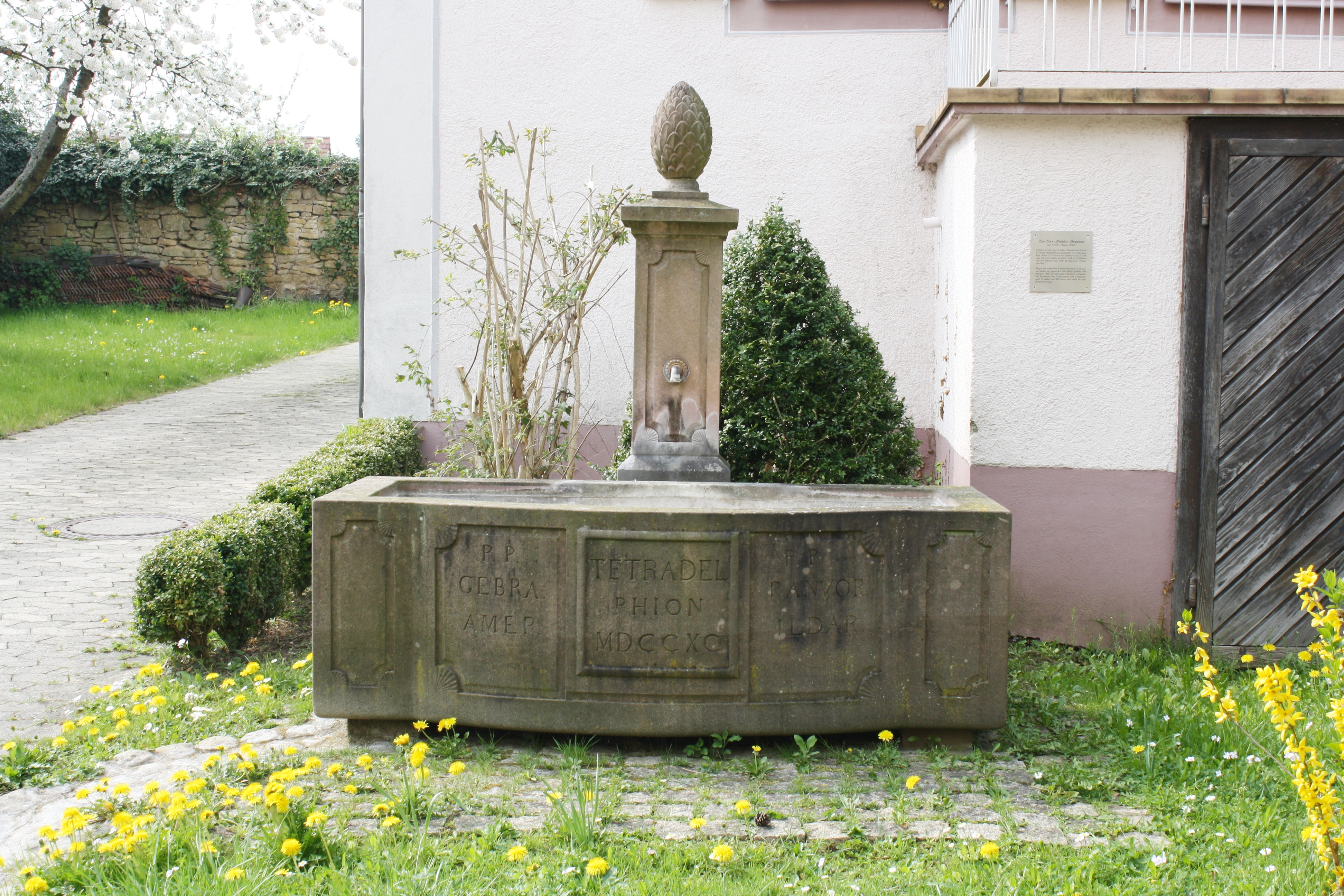
Replik des „Brunnens der Vier“ vor dem Ebringer Pfarrhaus. Die Aufschrift setzt sich aus den ersten Silben der Vor- und Nachnamen der vier 1788/89 nach Ebringen exilierten Mönche zusammen

1788/89 versetzte Fürstabt Beda Angehrn die vier gegen ihn opponierenden Mönche Pankraz Vorster, Ildefons von Arx, Gerald Brandenberg und Ambrosius Epp nach Ebringen, womit sie aufgrund der großen Entfernung politisch ausgeschaltet waren.
Vorster erwarb den Unteren Schönberger Hof für das Kloster und etablierte im Gewann Bethlehem oberhalb des heutigen Ebringer Ortsteils Tirol eine einträgliche Milchwirtschaft.
Pater Ildefons von Arx verfasste 1792 die erste Ebringer Dorfchronik mit dem Titel Geschichte der Herrschaft Ebringen, die in den folgenden Jahrzehnten bis 1860 noch mehrfach für die Zeit 1792–1860 ergänzt und auch komplett redigiert wurde.
1795 wurde Beatus Schumacher, bis dahin Statthalter in St. Gallen, wegen Misswirtschaft als Statthalter nach Ebringen versetzt. In Ebringen wurde ihm die Befugnis über die wirtschaftlichen Angelegenheiten der Besitzung zudem entzogen.
1796 ließ Ildefons von Arx vierzig junge Ebringer Frauen aus Angst vor Vergewaltigungen durch ein herannahendes französisches Heer in die Schweiz evakuieren. Die jungen Frauen kamen aber bald wieder nach Ebringen zurück. Im selben Jahr versöhnte sich Pankraz Vorster mit dem Fürstabt und ging nach St. Gallen zurück, wo er nach dem Tode Angehrns am 1. Juni zum neuen Fürstabt gewählt wurde. Im September 1796 kehrte auch von Arx nach St. Gallen zurück.
1798/99 brach die weltliche Herrschaft des Klosters St. Gallen in der Schweiz zusammen, doch behielt das Kloster sein Vermögen. Die weltliche Herrschaft der Fürstabtei beschränkte sich danach jedoch auf Neu-Ravensburg und die Herrschaft Ebringen im Heiligen Römischen Reich.
Der Sanktgaller Konvent floh nach Ebringen und das Ebringer Schloss wurde die fürstabtliche Exilresidenz, auch wenn sich Fürstabt Pankraz Vorster erst ab August 1801 in Ebringen aufhielt.
In den Jahren 1800 und 1801 kam es auch in Ebringen zu inneren Unruhen, die sich jedoch nicht gegen die Obrigkeit richteten.
Im Reichsdeputationshauptschluss von 1803 konnte die Fürstabtei St. Gallen ihre bereits mittelbaren Besitzungen in Ebringen und Norsingen behalten, verlor aber das reichsunmittelbare Neu-Ravensburg. Ebringen und Norsingen stellten damit die letzten verbliebenen Herrschaftsgebiete der Fürstabtei dar. Fürstabt Vorster, der Ebringen am 4. Juni 1803 verlassen hatte, kehrte am 8. Oktober desselben Jahres wieder nach Ebringen zurück.
Am 8. Mai 1805 löste der Kanton St. Gallen auch das Kloster St. Gallen auf und konfiszierte dessen Besitzungen. Der Liquidationsplan sah vor, die außerhalb des Kantons gelegenen Besitzungen und Herrschaften des Klosters zu veräußern. Der Kanton war zunächst nicht in der Lage, diesen Beschluss auch in Ebringen umzusetzen. Bei Ausbruch des dritten Koalitionskrieges am 26. September 1805 verließ Pankraz Vorster jedoch endgültig Ebringen und floh über Innsbruck und Zagreb ins österreichische Slawonien. Noch 1806 forderte er vergebens von Wien aus vom Kanton das Recht auf lebenslange Herrschaft in Ebringen und eine jährliche Pension von 4000 Gulden.
Nachdem die habsburgische Herrschaft im Breisgau 1806 endgültig beendet war und das neugebildete Großherzogtum Baden an ihre Stelle trat, konnte der Kanton St. Gallen im selben Jahr Ebringen in Besitz nehmen. Baden hatte – wohl nicht zuletzt, um das angespannte Verhältnis zur Schweiz nicht weiter zu belasten – die Ansprüche St. Gallens auf Ebringen anerkannt, während es andere Grundherrschaften des Breisgaus nach der Herrschaftsübernahme am 15. April 1806 sofort konfiszierte.
Die Herrschaft Ebringen – bestehend aus Ebringen und Norsingen – wurde schließlich im Januar 1807 vom Kanton für 140.000 Gulden an die Markgrafen Friedrich und Ludwig von Baden verkauft, die sie 1809 an das Großherzogtum Baden übereigneten. Ebringen war damit – nicht zum Schaden seiner Bewohner – politisch bedeutungslos geworden.
Im Familienrecht war es bis zum Ende der St. Galler Herrschaft üblich, dass Ehefrauen ihren Mädchennamen zeitlebens behielten, eheliche Kinder aber grundsätzlich den Familiennamen des Vaters erhielten. Besitzurkunden, Kirchenbücher, die Volkszählung von 1792 und auch Ildefons von Arx in seiner Chronik erwähnen Ehefrauen und Witwen stets mit ihren Geburtsnamen; so etwa in der Volkszählung von 1792, wo Verena Weislämle mehrmals als Eigentümerin von Häusern ohne namentlichen Verweis auf ihren zweiten Ehemann, den Hofrat Ruttershausen, erwähnt wird. Lediglich der Titel „Hofrätin“ nimmt Bezug auf ihren Gatten, den damals einflussreichsten St. Galler Beamten am Ort. Witwen werden im Census ohne Verweis auf frühere Ehepartner geführt, deren Nachnamen sich nur aus denen gemeinsamer Kinder erschließen lassen. Ehefrauen hatten demnach etwa in Eigentumsfragen eine eigenständige Stellung als Rechtssubjekt gegenüber dem Ehemann, was sich auch im Namen zeigte.

#### Liste der Statthalter der St. Galler Herrschaft Ebringen
St. Galler Fürstabt
- 1801–1805 Pankraz Vorster (Ebringen ist Exil-Residenz des Fürstabts)

St. Galler Statthalter

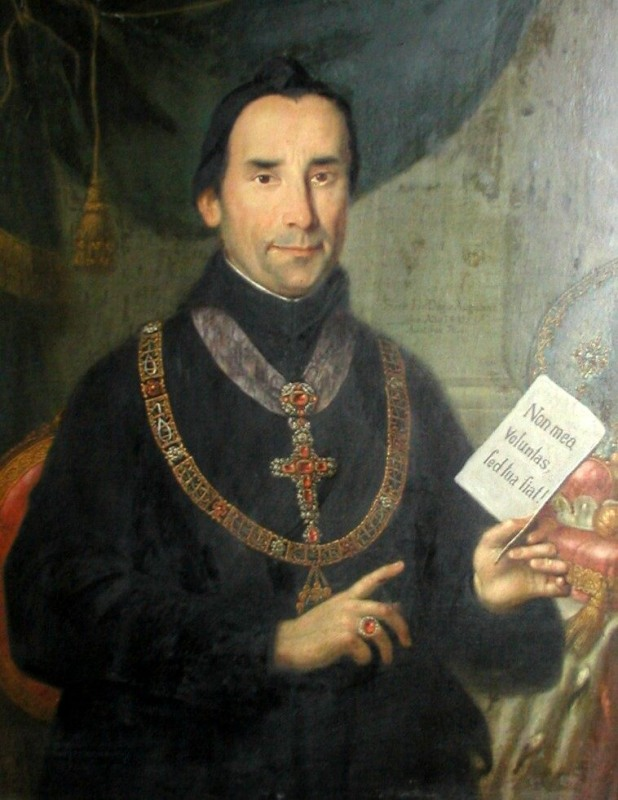
Zeitgenössisches Porträt von Pankraz Vorster

| - 1795–1806 Beatus Schumacher - 1789–1795 Gerold Brandenberg - 1778–1789 Anton Gerwig - 1775–1778 Cölestin Schieß - 1769–1775 Ignaz Mösl - 1762–1769 Othmar Walser - 1741–1762 Pirmin Widle - 1731–1741 Augustin Hauser von Gleichenstein - 1725–1731 Roman Schertlin - 1705–1725 Lukas Graß - 1698–1705 Hermann Schenk - 1682–1698 Augustin Zagot | - 1676–1682 Leodegar Bürgisser - 1662–1676 Tutilo Gebel - 1656–1662 Othmar Keßler - 1654–1656 Simon von Freiburg - 1648–1654 Ambrosius Negeli - 1647–1648 Basilius Renner - 1646–1647 Gallus Alt - 1637–1646 ohne sanktgaller Obrigkeit - 1634–1637 Robert Blöd (erneut) - 1633–1634 Hans Dietrich Müller - 1624–1633 Jakob Schepeli - 1621–1624 Robert Blöd |

### 1807 bis 1918
Die Weinernten von 1813 bis 1817 waren allesamt von geringem Ertrag und 1816/17 auch qualitativ sehr schlecht, was gut mit den 1816/17 durch das Jahr ohne Sommer europaweit grassierenden Hungersnöten korreliert. Ab den 1820er Jahren setzte eine starke Auswanderung nach Amerika ein. Im Ort selbst begann sich das Bürgertum zu emanzipieren. In den 1830er Jahren gelang es schließlich dem Bürgermeister (bis 1832 lautete der offizielle Titel des Dorfvorstehers Vogt), in einem Streit mit dem Dorfpfarrer Martin Walser die Oberhand zu gewinnen und 1838 beim Ordinariat die Abberufung des Pfarrers zu erwirken.

Am 15. Juni 1847 wurde die Rheintalbahn bis Schliengen eröffnet und damit vermutlich auch der bereits für 1845 in Planung belegte Haltepunkt auf der Gemarkung von Wolfenweiler, der erst später den Namen Ebringen erhielt.

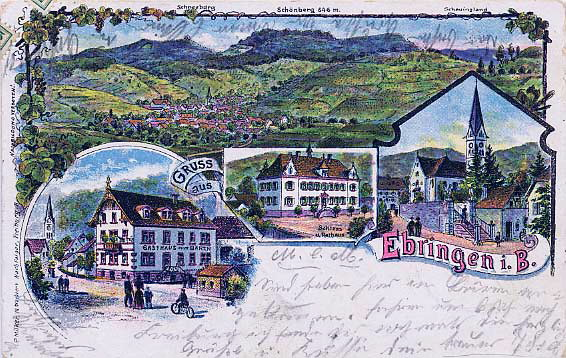
Ebringen um 1900

Zur Zeit der badischen Revolution entstanden überall in Baden politische Debattierclubs, die sich u. a. als Gesangvereine tarnten. Unter diesem Aspekt ist auch die 1847 erfolgte Gründung des Männergesangvereins Ebringen (MGV) zu sehen. Nach der Niederschlagung der Revolution durch preußische Truppen ereilte den MGV daher auch das Schicksal vieler anderer um 1848 gegründeter Vereine: Er wurde verboten und durfte erst über eineinhalb Jahrzehnte später neugegründet werden.
Julius Schüler (1850–1914), Bürgermeister von 1892 bis 1904, war für die katholische Deutsche Zentrumspartei von 1891 bis 1913 Mitglied des Badischen Landtags und von 1900 bis 1912 für den Wahlkreis Offenburg/Kehl Mitglied des Deutschen Reichstags.
1912 erfolgte der Anschluss Ebringens ans Stromnetz.

### 1919 bis 1933
Bei den Wahlen zur Verfassungsgebenden Nationalversammlung am 12. und 19. Januar 1919 entfielen in Ebringen 88,2 % der abgegebenen Stimmen auf das katholische Zentrum, 9,3 % auf die SPD und 2,5 % auf die DDP.
Bei der Reichstagswahl am 31. Juli 1932, welche das vor 1933 deutschlandweit beste Ergebnis der NSDAP brachte, entfielen auf das Zentrum 69,9 % der Stimmen, 28,9 % auf die NSDAP, 1,3 % auf die SPD, 0,6 % auf die DNVP/CVP und 0,4 % auf die KPD.

### NS-Herrschaft und Zweiter Weltkrieg 1933–1945
Ein wichtiger Beitrag zur Dorfentwicklung war der Bergbau am Schönberg, für dessen Südfeld in Ebringen eine heute noch bestehende Bergleute-Siedlung mit 24 Häusern für 48 Familien entstand. Dieser Zuzug aus dem Rheinland in den Jahren 1936 und 1937 hatte Auswirkungen auf das soziale Gefüge des bislang fast ausschließlich landwirtschaftlich geprägten Ortes. Erschwert wurde dies dadurch, dass Bauern enteignet worden waren, um auf ihrem Land die Siedlung errichten zu können. Die einfacheren Unterkünfte für 150 weitere, alleinstehende Bergleute sind mittlerweile restlos verschwunden. Das am Schönberg geförderte Eisenerz wurde über eine Seilbahn nach Sankt Georgen transportiert und dort für den Schienenverkehr verladen. Der Bergbau wurde von 1937 bis 1942 betrieben und dann wegen der geringen Ergiebigkeit und Güte aufgegeben. Die Anlagen und Schächte wurden allerdings noch bis 1957 zum Zwecke einer möglichen Wiederaufnahme des Bergbaus gewartet.
1938 eröffnete ein im Vorjahr errichtetes, unbeheiztes Freibad mit Schwimmer- und Nichtschwimmerbecken beim Ortsteil Talhausen. Es wurde durch den Nussbach gespeist und war nach seinem Erbauer, dem Bürgermeister Josef Franz, Franz-Josef-Bad benannt. Das Becken wurde 1945 durch Handgranaten beschädigt und seither nicht mehr benützt. Das Gelände wird seit den 1970er-Jahren für Wohnbebauung genutzt, so dass von den Becken heute nichts mehr sichtbar ist.
1937/38 wurden auf den Bergmatten des Schönbergs 211 Landparzellen von einem Mittelsmann für das Deutsche Reich aufgekauft und ein Truppenübungsplatz für die auf dem Gelände des heutigen Freiburger Stadtteils Vauban gelegene Schlageter-Kaserne eingerichtet, der nach dem Krieg von den französischen Besatzungstruppen und der deutschen Polizei weitergenutzt wurde. Er wurde bis in zum Anfang der 1990er Jahre betrieben. 1995 kaufte die Gemeinde Ebringen mit Landeshilfe von der Bundesrepublik Deutschland als Rechtsnachfolgerin des Deutschen Reichs die Fläche und widmete sie in ein Naturschutzgebiet um.
1939 bis 1945 starben durch unmittelbare Kriegseinwirkungen 84 Ebringer Bürger, vor allem als Soldaten der Wehrmacht, der Großteil im letzten Kriegsjahr. Während die Männer und Söhne eingezogen waren, wurden in landwirtschaftlichen Betrieben Zwangsarbeiter und Kriegsgefangene als Helfer eingesetzt. Sie stammten zumindest aus Frankreich, Polen und der Sowjetunion, vielleicht auch aus weiteren Ländern. Die im Bergbau beschäftigten Kriegsgefangenen aus Frankreich und Russland waren nie in Ebringen untergebracht, sondern in einem Lager in Sankt Georgen.
Ebringen wurde am 22. April 1945 nach kleineren Schusswechseln mit auswärtigem Volkssturm von französischen Truppen (teilweise Marokkaner) besetzt. Am Morgen dieses Tages waren mehrere der vier Bahnbrücken gesprengt worden, was für die aus Wolfenweiler anrückenden Franzosen allerdings kein Problem darstellte. In Ebringen befand sich eine Außenstelle des Breisacher Rathauses.
Die am 20. April 1942 zum Einschmelzen nach Karlsruhe verbrachten Kirchenglocken konnten nach Kriegsende unversehrt vom Lagerplatz zurückgeholt werden.

### Seit 1945
1951 initiierte Max Schüler (1904–95) die Gründung der Winzergenossenschaft Ebringen und trieb maßgeblich die Inangriffnahme der Flurbereinigung der Ebringer Rebberge an, da durch die zu kleine Parzellierung durch Realteilung, Stützmauern sowie veraltete Rebsorten ansonsten der Niedergang des Weinbaus aufgrund einer nicht mehr konkurrenzfähigen Wirtschaftsweise absehbar war.
Der Serienmörder Heinrich Pommerenke verübte 1959 seinen vierten Mord an einer Frau, deren Leiche er in Höhe des – auf der Gemarkung Wolfenweilers gelegenen – Bahnhofs Ebringen bei einer Notbremsung aus dem Zug stößt, nachdem er sie während der nächtlichen Fahrt erstochen hatte.
In die Amtszeit von Bürgermeister Eugen Schüler (1963–90) fielen die Flurbereinigungen der drei Ebringer Rebberge (1964–74), welche der Ebringer Landschaft ein völlig neues Gesicht gaben. Der Rebumlegung auf dem Winterberg fiel der dortige Stationenweg in seinem unteren Teil zum Opfer. Die in kleinen Kapellen stehenden Bildstöcke stehen seither ohne direkte Verbindung im Rebberg. Der alte Stationenweg ist lediglich noch in seinem oberen Teil erhalten.
Am 1. Januar 1975 wurde Ebringen im Zuge der Gebietsreform gemeinsam mit Mengen nach Schallstadt-Wolfenweiler eingemeindet. Aus Ebringen wurde Schallstadt-Wolfenweiler 4. Der Name Ebringen verschwand aus amtlichen Dokumenten, allerdings wurde ein Wettbewerb für einen neuen Namen der Gesamtgemeinde ausgelobt, bei dem der Name „Weingau“ Sieger wurde.
Ebringen legte noch vor dem Vollzug der Eingemeindung Widerspruch beim Staatsgerichtshof Baden-Württemberg ein, da es dem Eingemeindungsvertrag nur unter der Prämisse zugestimmt hatte, dass auch Pfaffenweiler der neuen Gesamtgemeinde beitreten würde. Pfaffenweiler blieb jedoch selbständig. Bis zur Klärung des Rechtsstreits wurde der Schallstadt-Wolfenweiler Bürgermeister Oskar Hanselmann zum Ortsverweser eingesetzt. Am 6. Februar 1976 erklärte der baden-württembergische Staatsgerichtshof die Eingemeindung Ebringens für nichtig und die Gemeinde erhielt ihre politische Selbständigkeit zurück.

### Religionen
Ebringen blieb auch während der Reformation katholisch. Da das Unterdorf zu jener Zeit zur Pfarrei Wolfenweiler gehörte, die die Konfession wechselte, wurden 1564 die Pfarrgrenzen neu geregelt. 1858 waren 100 % der Bevölkerung nominell katholisch. Erst gegen Ende des 19. Jahrhunderts gab es einen Zuzug von Personen anderer Konfession. 1925 standen 97,6 % Katholiken 2,4 % Protestanten gegenüber. 1970 lag die Zahl der nominellen Katholiken bei 83,4 % gegenüber 13,5 % Protestanten und 3 % Sonstigen.
Bei der Restrukturierung der Pfarreien 2014 gab das erzbischöfliche Ordinariat die Anzahl der registrierten Katholiken mit noch 55 % der Bevölkerung an.

### Einwohnerentwicklung
Für das Jahr 1574 wird eine Bevölkerung von 560 Personen vermerkt. Obwohl Ausbrüche der Pest 1584 und 1629 die Einwohnerschaft merklich reduzierten, erhöhte sich die Zahl auch durch Einwanderung bis 1722 auf 730 Einwohner. Auch im weiteren 18. Jahrhundert stieg die Bevölkerung deutlich an. Bereits 1735 werden 809 und 1757 dann 873 Einwohner gezählt.
1792 überschritt die Bevölkerung erstmals die 1000-Einwohner-Marke. Die von der St. Galler Herrschaft durchgeführte Zählung vermerkt daneben 148 Wohngebäude. Im Ortsteil Talhausen wurden dabei 60 Einwohner gezählt.
In der ersten Hälfte des 19. Jahrhunderts sank die Zahl der Einwohner durch Auswanderung und Seuchen auf etwas über 900 Personen und pendelte dann bis 1930 zwischen 900 und etwas über 1000 Menschen.
Mit der Errichtung des Bergwerkes in den 1930er Jahren setzte ein Zuzug von über 200 Personen ein. Ende der 1950er Jahre hatte der Ort dann über 1500 Einwohner und am Ende der 1980er Jahre wurde die Marke von 2000 Einwohnern überschritten.
Nach dem Zensus 2011 lebten in Ebringen am 9. Mai 2011 genau 2746 Menschen.

### Wappen

Wappen von Hornberg

Wappen von Ebringen

Das heutige Wappen ist in ähnlicher Form durch das Vogteisiegel auf einer Urkunde aus dem Jahr 1471 belegt und verbindet die abgewendeten schwarzen Jagdhörner (Hifthörner) aus dem Wappen von Hornberg mit einem Rebstock und einem Rebmesser. 1811 führte die Gemeinde ein Wappen mit einem Rebstock, das sie 1898 dem Generallandesarchiv vorlegte, um es weiterhin verwenden zu können. Das Generallandesarchiv unterbreitete der Gemeinde jedoch den Vorschlag, das Wappen von 1471 zu verwenden. Zehn Jahre später setzte Ebringen diesen Vorschlag in die Tat um. 1966 wurde der Griff des Rebmessers auf dem Wappen rot eingefärbt, was für die Zugehörigkeit Ebringens zu Vorderösterreich steht. Seit dieser Zeit darf die Gemeinde zudem die Flaggenfarben Blau/Gold (Gelb) führen.

## Politik

### Gemeinderat
Der Ebringer Gemeinderat hat 12 einfache Mitglieder sowie den Bürgermeister als ebenfalls stimmberechtigten Vorsitzenden.
Bei den Wahlen am 9. Juni 2024 verloren die Bürger für Ebringen ein Mandat an die CDU, so dass nun jede der angetretenen Listen mit je drei Gemeinderäten vertreten ist.
Die Frauenliste verlor dabei relativ am meisten Stimmen, konnte aber ihre drei Mandate halten.
Der Frauenanteil liegt auch 2024 wie nach der Wahl 2019 weiter bei 50 %. Insgesamt stellten sich sechs amtierende Gemeinderäte nicht mehr zur Wahl. Die übrigen sechs Räte der Periode 2019–24 konnten ihre Sitze verteidigen.
| Partei / Liste           | % 2024 | Sitze 2019 | % 2019 | Sitze 2019 | % 2014 | Sitze 2014 | % 2009 | Sitze 2009 | % 2004 | Sitze 2004 | % 1999 | Sitze 1999 | Sitze 1994 | Anmerkung |
| ------------------------ | ------ | ---------- | ------ | ---------- | ------ | ---------- | ------ | ---------- | ------ | ---------- | ------ | ---------- | ---------- | --------- |
| CDU                      | 22,9   | 3          | 18,2   | 2          | 21,3   | 3          | 27,1   | 3          | 27,5   | 3          | 31,0   | 4          | 4          |           |
| Bürgerliste              | 30,6   | 3          | 21,7   | 3          | 18,9   | 2          | 23,5   | 3          | 24,7   | 3          | 29,5   | 4          | 4          | A         |
| Bürger für Ebringen      | 24,5   | 3          | 30,3   | 4          | 26,3   | 3          | 23,3   | 3          | 21,6   | 3          | 17,6   | 2          | 2          | B         |
| Frauenliste              | 22,0   | 3          | 29,8   | 3          | 21,6   | 3          | 17,2   | 2          | 18,2   | 2          | 14,6   | 2          | 1          |           |
| Perspektive für Ebringen | –      | –          | –      | –          | 12,0   | 1          | 8,9    | 1          | 8,0    | 1          | –      | –          | –          | C         |
| SPD                      | –      | –          | –      | –          | –      | –          | –      | –          | –      | –          | 7,3    | 0          | 1          | D         |
| Wahlbeteiligung          | 75,5 % | 75,5 %     | 72,0 % | 72,0 %     | 64,3 % | 64,3 %     |        |            |        |            |        |            |            |           |

Anmerkungen:

A: Listenkandidaten traten bei der Kreistagswahl wiederholt für die Freien Wähler an.

B: Listenkandidaten traten bei der Kreistagswahl wiederholt für SPD bzw. Grüne an.

C: Bei den Wahlen 2004 und 2009 als FDP/DVP, der Spitzenkandidat trat 2014 und 2019 für die FDP bei der Kreistagswahl an. Im Gemeinderat schloss er sich der Bürgerliste an, für die er 2019 in den Gemeinderat gewählt wurde.

D: Der 1999 gescheiterte Spitzenkandidat der Liste kandidierte 2004 erfolgreich bei den Bürgern für Ebringen für den Gemeinderat, für die SPD erfolgreich für den Kreistag.

### Bürgermeister

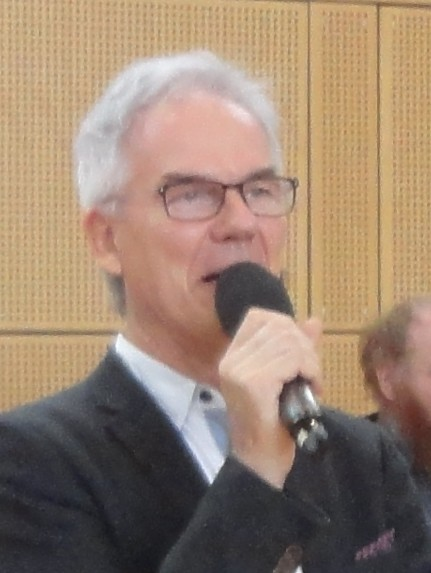
Bürgermeister a. D. Rainer Mosbach (2016)

Bei der Bürgermeisterwahl am 13. März 2022 wurde Hans-Peter Widmann mit 74,2 Prozent der Stimmen zum Bürgermeister gewählt, Amtsinhaber Rainer Mosbach trat nicht mehr an. Widmann trat das Amt am 1. Juni 2022 an.
| - seit 2022 Hans-Peter Widmann - 2006–2022 Rainer Mosbach - 1990–2006 Hans-Jörg Thoma - 1963–1990 Eugen Schüler - 1947–1962 Otto Mißbach - 1945–1947 Max Alfons Zimmermann - 1933–1942 Josef Franz - 19??–1933 Max Alfons Zimmermann (erneut) | - 1904–19?? Josef Bechtold - 1892–1904 Julius Schüler - 18??–1892 Alois Linsenmeier - 1877–1880 Johann Männer - 1860–18?? Sebastian Schüler - 1825–1860 Aloys Mayer |

### Verwaltungsgemeinschaft
Ebringen bildet zusammen mit den Nachbargemeinden Schallstadt und Pfaffenweiler eine Verwaltungsgemeinschaft. Ab 2006 war ein Zusammenschluss mit der Nachbarverwaltungsgemeinschaft der Hexentalgemeinden in Vorbereitung. Die ursprünglich auch einbezogene Verwaltungsgemeinschaft Ehrenkirchen-Bollschweil hat sich dagegen 2007 aus den Fusionsverhandlungen wieder zurückgezogen. Nachdem sich dann 2008 auch Schallstadt aus dem Projekt verabschiedete, war die Verwaltungsneuordnung gescheitert.

## Sehenswürdigkeiten

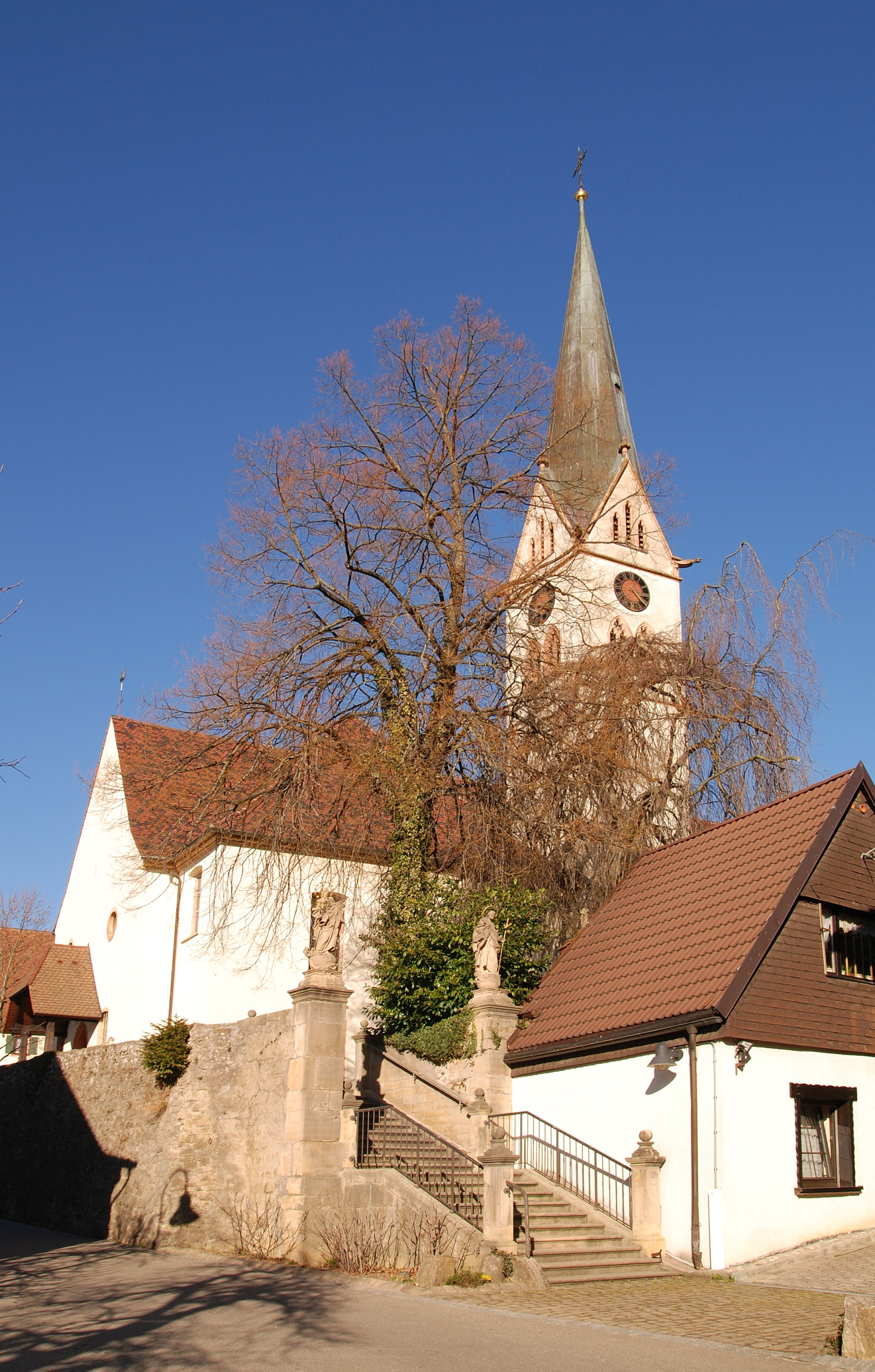
Katholische Pfarrkirche St. Gallus

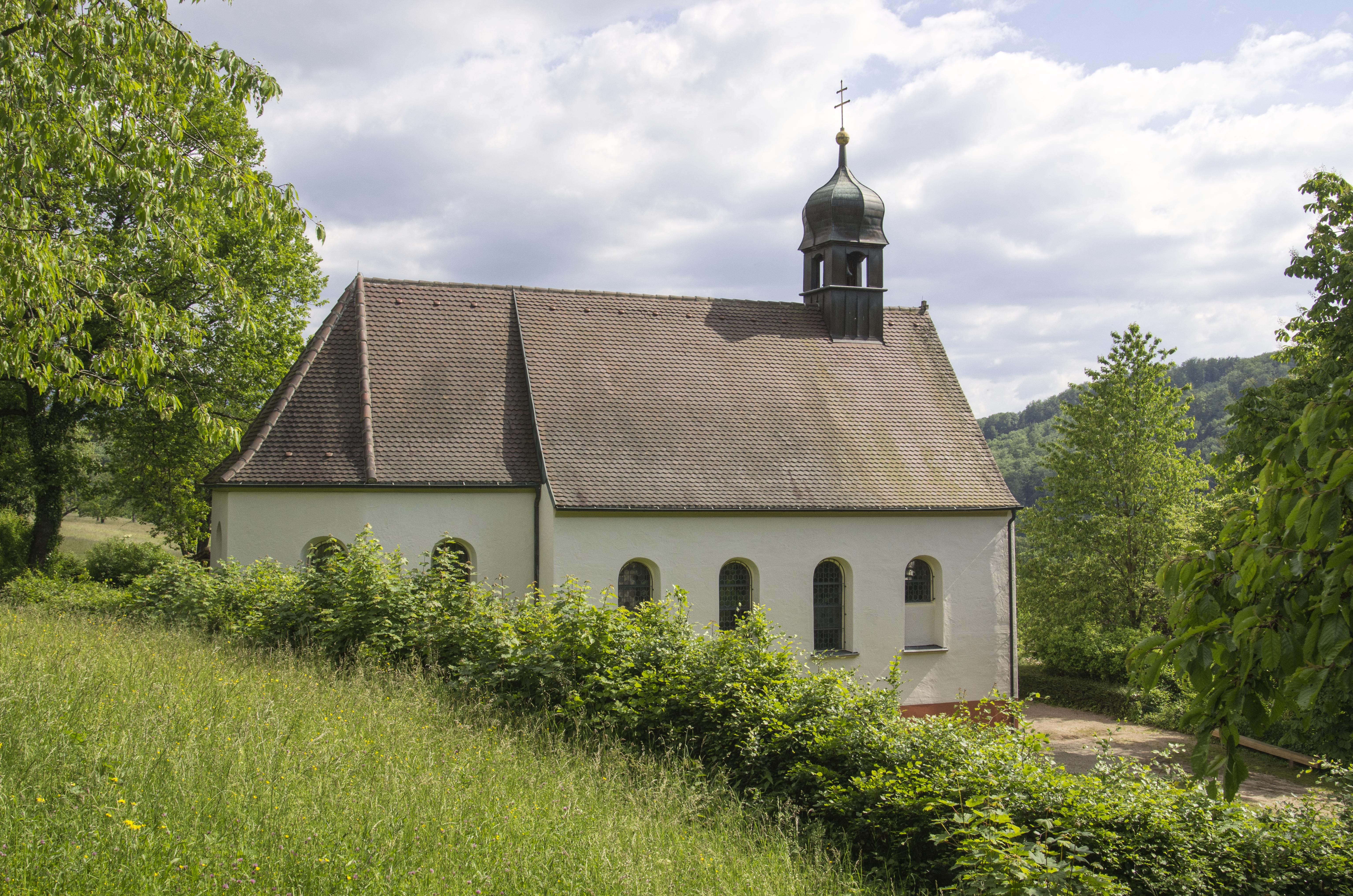
Berghauser Kapelle

### Bauwerke

#### Berghauser Kapelle zum hl. Trudpert
Südlich des Kienbergsattels lag das Dorf Berghausen. Eine Bulle von Papst Lucius II. von 1144/45 besagt, dass Berghausen eine Pfarrkirche hatte, die dem Kloster St. Trudpert zehntpflichtig war. Da die sieben Höfe, aus denen das Dorf bestand einen Pfarrer kaum ernähren konnte, wurden 1526 die beiden Pfarreien Berghausen und Ebringen zusammengelegt. Ein unbekannter Baumeister errichtete 1748 die heutige Kapelle. Zur Weihe der Kirche 1749 wurde eine neue Glocke vom Glockengießer Weitenauer aus Basel gegossen, die heute noch im Dachreiter der Kapelle hängt. 1979 wurde die Kapelle außen renoviert und 1984/85 innen. 1989 wurde von der Orgelwerkstatt Jäger & Brommer in Waldkirch eine neue Orgel in das Barockgehäuse eingebaut.
Neben der Kapelle befindet sich eine kleine Eremitage. Lange Zeit war die Wallfahrt Maria vom guten Rat von regionaler Bedeutung. Die Mariendarstellung findet sich im linken Seitenaltar. Seit 1751 gibt es einen Stationenweg mit sieben Stationen, der am Friedhof in Ebringen beginnt. Heute wird die Kapelle gerne für Hochzeiten genutzt und war Hauptschauplatz des Films Jesus liebt mich von 2012.

#### Weitere Bauwerke
- Schloss Ebringen, erbaut 1711–13 als Residenz der St. Galler Statthalter, heute Rathaus
- Katholische Pfarrkirche St. Gallus und Otmar
- Ruine Schneeburg
- Rottenmünsterhof

### Denkmäler und Grenzsteine
- Hohebannstein auf dem Hohfirst (Gemarkungsstein im Hohfirstwald, an den die fünf Gemeinden Bollschweil, Ebringen, Ehrenkirchen, Pfaffenweiler und Schallstadt angrenzen; Inzwischen steht am Ort eine Replik, der Originalstein befindet sich im Dorfmuseum von Pfaffenweiler)
- Schlachtenkreuz auf dem Bohl – als Erinnerung an den zwischen Bayern und Franzosen am 3. August 1644 am Schönberg ausgetragenen ersten Tag der Schlacht bei Freiburg im Dreißigjährigen Krieg
- Olympiabrunnen/Nepomukbrunnen in der Schönbergstraße, eingeweiht im Jahr der Olympischen Sommerspiele 1936, enthält neben den olympischen Ringen eine Abbildung des Hl. Nepomuk sowie einen älteren Sandsteintrog[40]

### Archäologische Stätten
- Scharretenacker (alamannisches Gräberfeld) im heutigen Gewerbegebiet– Das alamannische Gräberfeld im Südwesten Ebringens war den Ausgrabungen zufolge zwischen 300 und 700 nach Christus in Gebrauch, also bis zur Zeit der ersten urkundlichen Erwähnung Ebringens. Es wurde im 19. Jahrhundert wiederentdeckt. Nach 1990 wurde zum einen die Umgehungsstraße des Ortes mitten durch das Gräberfeld geführt, zum anderen im Ostteil das Gewerbegebiet darauf errichtet.
- Schönberggipfel – Das Gipfelplateau des Schönbergs beherbergte eine jungsteinzeitliche Siedlung.

### Naturdenkmäler
- Jennetal (Naturschutzgebiet) – Das Besondere am Naturschutzgebiet Jennetal mit dem „Sumser Garten“ ist seine Vielfalt an heimischen Orchideenarten. In einer einmaligen Vielfalt sind ein großer Teil der in Deutschland wachsenden Orchideenarten auf der Ebringer Gemarkung anzutreffen. Der Sumsergarten wird von ehrenamtlichen Naturschutzwarten an den Wochenenden während der Blütezeiten für die Öffentlichkeit geöffnet.
- Ein zweites Naturschutzgebiet sind die Berghauser Matten, in dem die Berghauser Kapelle steht.

## Kultur, Gesellschaft und Sport

### Dialekt
Ebringens ursprünglicher alemannischer Dialekt zählt zum Hochalemannischen. Inzwischen ist der Dialekt weitgehend einer mehr oder weniger stark niederalemannisch gefärbten Umgangssprache gewichen. Wie im Freiburger Raum üblich, hat der alemannische Dialekt in seiner Ursprungsform ein äußerst geringes Sozialprestige und seine Sprecher sind zahlreichen offenen oder subtilen Diskriminierungen ausgesetzt.
Bei den unter Zwanzigjährigen ist in Ebringen der Dialekt mittlerweile fast vollständig verschwunden und die Umgangssprache enthält lediglich noch einige wenige Dialekteinsprengsel, da der Dialekt so gut wie nicht mehr an die Kinder weitergegeben wird.
Einen guten Eindruck über den Verfall des alemannischen Dialekts liefert alljährlich die Ebringer Fastnacht und das in Umgangssprache erscheinende Narreblättli.
Auch die noch stärker dialektgeprägte Umgangssprache der älteren einheimischen Einwohner zieht in der Regel die dem Schwäbischen verwandten diphthongierten Varianten den monophthongierten vor (z. B. mei, dei, sei beim Possessivpronomen statt mi, di, si) und verwendet beim Diminutiv die schwäbische -le statt der alemannischen -li Form.
In den 1990er Jahren hat die Gemeinde auch alemannische Gewannnamen eingedeutscht und z. B. das Gewann Schluch in Schlauch umbenannt. Lediglich der Fränzliweg im Jungholzwald bildet hier noch eine Ausnahme und verwendet den korrekten alemannischen Diminutiv.

### Regelmäßige Veranstaltungen
- Ebringer Fastnacht
  - Schmutziger Dunnschdig mit Hemmglunkiumzug
  - Fasnetfridig mit Juckihu-Party der Guggemusik Gässlifätzer Ebringen
  - Fasnetsamschdig mit dem Ebringer Narreobend
  - Fasnetsunndig mit dem Ebringer Fastnachtsumzug
  - Fasnetzischdig mit der Ebringer Kinderfasnet und der abendlichen Fasnetverbrennig
- Ebringer Weintage (jährlich am 3. Augustwochenende) in historischen Kellern und Höfen
- Wein- und Sektfestival (jährlich am 3. Juliwochenende) um das Ebringer Schloss
- Weihnachtsmarkt (jährlich am 3. Advent) um das Ebringer Schloss

### Bildung
- Schönbergschule (Grundschule)
- Kindergarten Ebringen

### Karitative Vereine / Organisationen
- Malteser Hilfsdienst Ortsgruppe Ebringen
- Jugendfeuerwehr Ebringen

### Kulturelle Vereine
- Arbeitsgemeinschaft Ebringer Dorfgeschichte im Breisgau-Geschichtsverein Schau-ins-Land e. V.
- Arbeitskreis Kultur und Natur in Ebringen e. V.
- Katholischer Kirchenchor Ebringen
- Männergesangverein Ebringen 1847 e. V.
- Musikverein Ebringen e. V.[41]
- Musisches Zentrum Ebringen e. V.
- Trachtengruppe Ebringen

### Sport- und Spielvereine
- Fußballsportverein Ebringen
- Motorclub Ebringen e. V.

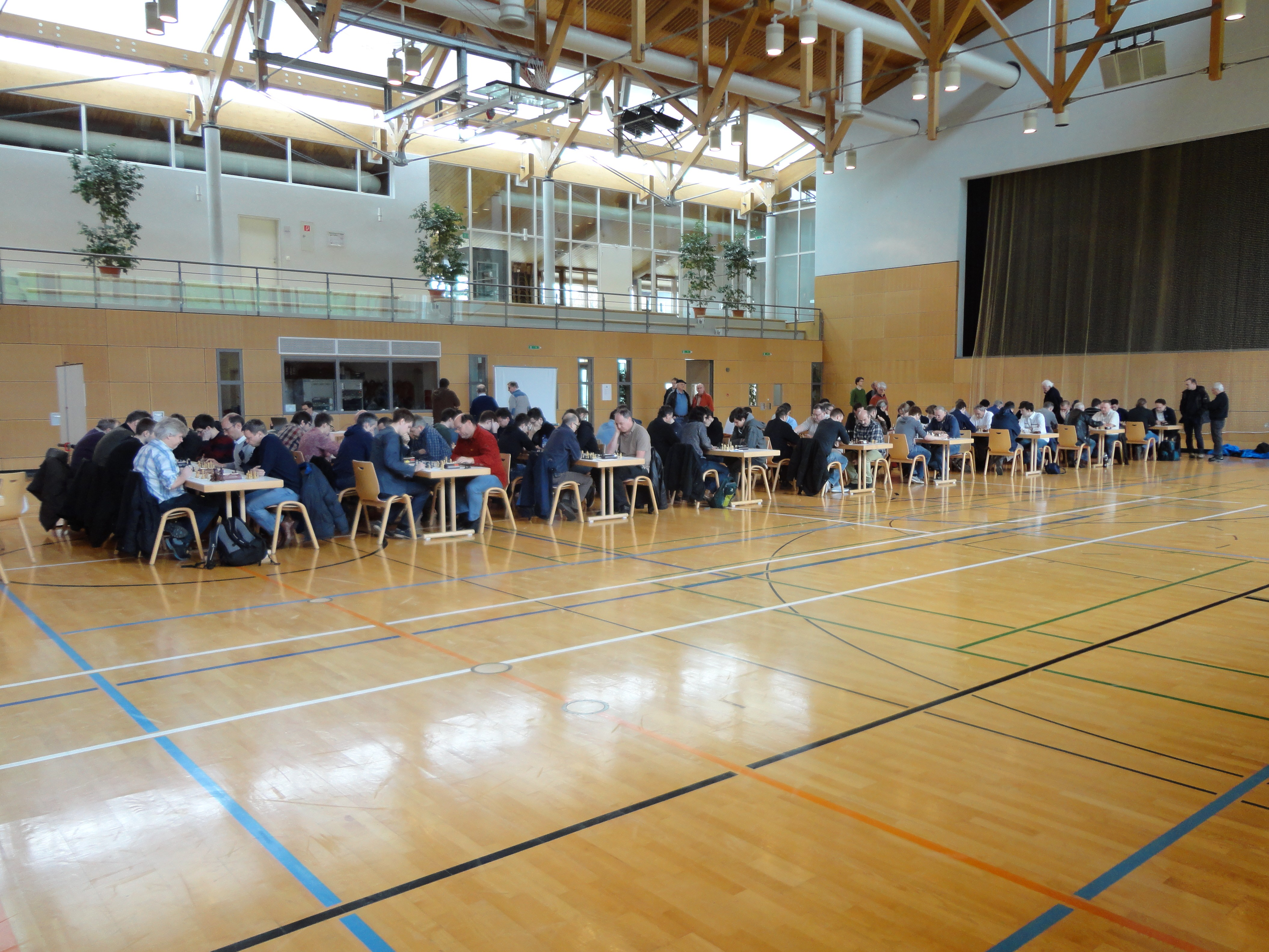
Badische Schach-Blitz-Mannschafts-Meisterschaft 2016 in der Schönberghalle

- Radsportverein „Wanderlust“ Ebringen e. V.
- Schachclub Ebringen e. V.
- Turnverein Ebringen e. V.

### Fastnachtszünfte
- Guggemüsig Gässlifätzer Ebringen e. V.
- Ebringer Klämle Driebel e. V.
- Schlosshexen Ebringen e. V.

## Wirtschaft und Infrastruktur

### Weinbau
Der Weinbau dominiert mit knapp einem Quadratkilometer Anbaufläche die landwirtschaftliche Nutzung in Ebringen. Die angebauten Sorten, der so genannte Sortenspiegel, betrug um 2000 laut Auskunft des Badischen Weinbauverbandes: 33 % Spätburgunder, 29 % Gutedel, 21 % Müller-Thurgau, 4 % Nobling, 3 % Weißer Burgunder, 3 % Ruländer, 7 % andere Sorten wie Edelsorten oder Neuzüchtungen unter anderem Dornfelder, Gewürztraminer, Merzling, Muskateller, Chardonnay, Regent, Riesling, Bronner. Seither haben sich die Gewichte verschoben. Die Sorte Nobling lag z. B. 2008 unter 1 % und die Sorte Freisamer wird nicht mehr angebaut.
Die größten örtlichen Weinbauvereinigungen sind die örtliche Winzergenossenschaft mit ihren Betrieben Winzerhof und Schlossgut Ebringen und das Weingut Missbach.
Seit dem 1. Oktober 2023 führt Ebringen die offizielle Zusatzbezeichnung „Weinbaugemeinde“.

### Verkehr

#### Öffentliche Verkehrsmittel
Ebringen gehört dem Regio-Verkehrsverbund Freiburg an. Der DB-Haltepunkt Ebringen der Rheintalbahn liegt auf der Gemarkung Wolfenweiler. Seine Bedienung erfolgt im Rahmen des integralen Taktverkehrs Baden-Württemberg montags bis freitags in der Regel stündlich und an Wochenenden zweistündlich.
In Freiburg (Fahrzeit ca. 10 Minuten) bestehen seit dem Fahrplanwechsel 2006/07 in der Regel Übergänge von circa 30 Minuten auf den Fernverkehr der Deutschen Bahn.
Mit dem Bus erreicht man den von acht Haltestellen erschlossenen Ort über die Linie 7240 Freiburg-Bad Krozingen/Staufen. Tagsüber an Werktagen besteht zwischen Ebringen und Freiburg ein Halbstundentakt mit weiterer Verdichtung in den Stoßzeiten, abends und samstags sowie nach Bad Krozingen bzw. Staufen besteht ein Stundentakt, an Sonn- und Feiertagen tagsüber ein Stundentakt und in den Randzeiten ein Zweistundentakt.

#### Wanderwege
Durch Ebringen führt das Markgräfler Wiiwegli, ein Fernwanderweg des Schwarzwaldvereins von Freiburg nach Weil am Rhein.

#### Radverkehr
Ab März 2026 soll Ebringen am Fahrradverleihsystem Frelo teilnehmen. Hierzu sind Stationen an der ortseinwärts gelegenen Bushaltestelle Dürenbergstraße sowie am Haltepunkt Ebringen geplant.
Von Ebringen aus leicht erreichbar ist die Alltagsroute aus dem Radnetz Baden-Württemberg, die Schallstadt über St. Georgen mit Freiburg und über Pfaffenweiler und Ehrenkirchen mit Bad Krozingen verbindet.
Ebringen liegt an dem geplanten Radschnellweg von Freiburg nach Bad Krozingen und Müllheim, der entlang der Basler Landstraße und weiter durchs Schneckental über Kirchhofen führt. Durch Ebringen verläuft als Landes-Radfernweg der Südschwarzwald-Radweg. Er führt als Rundweg von Hinterzarten über Waldshut-Tiengen, Basel und Freiburg rund um den Naturpark Südschwarzwald. Er verläuft von Bad Krozingen nach Ebringen und weiter über Freiburg nach Kirchzarten. Durch Ebringen führt der Markgräfler Radwanderweg und der Fernradweg Freiburg-Mulhouse, die Ebringen mit St. Georgen und Pfaffenweiler verbinden. Beliebt für Radrennfahrer ist der Anstieg der Umgehungsstraße zur Berghauser Kapelle (Bergwertung der Deutschen Straßenradmeisterschaften 2004) und weiter nach Wittnau ins Hexental.

#### Straßennetz
Ebringen ist mit seiner Umgehungsstraße (K 4953) an die L 125/B3 angebunden. Die Innenstadt von Freiburg ist mit dem Auto in circa 15 Minuten erreichbar, das Gewerbegebiet Haid in etwa 6 Minuten. Nach Wittnau führt eine Gemeindeverbindungsstraße über den Schönberg.
Die Umgehungsstraße einschließlich ihrer Fortsetzung als Gemeindeverbindungsstraße nach Wittnau wird im Ort entsprechend der ursprünglichen Planungsbezeichnung als „K66“ bezeichnet. Die amtliche Bezeichnung hat sich nicht durchgesetzt.
Nächstgelegene Autobahn ist die A5/E35. Anschluss Richtung Norden ist Freiburg-Mitte, nach Süden Freiburg-Süd.

#### Flughäfen
Nächstgelegener internationaler Verkehrsflughafen ist der Flughafen Basel-Mülhausen, circa 50 km südsüdwestlich von Ebringen.

## Persönlichkeiten

### Ehrenbürger
- Eugen Schüler, Bürgermeister von 1963 bis 1990 (1922–2012, Ehrenbürger seit 1991)
- Otto Goldschmidt (1918–2013, Ehrenbürger seit 2002)

### Söhne und Töchter der Gemeinde
- Julius Schüler (1850–1914), Bürgermeister, Reichstags- und Landtagsabgeordneter
- Alois Herth, 1853–1937, Landtagsabgeordneter, Bürgermeister von Furtwangen 1903–1919, Ehrenbürger von Furtwangen
- Franz Sales Kuhn (1864–1938), Architekt, Ehrenbürger der Stadt Heidelberg
- Natascha Thoma-Widmann (* 1971), Deutsche Weinkönigin 1997/98
- Katrin Lang (* 1999), Deutsche Weinkönigin 2022/23

### Weitere Persönlichkeiten
- Georg von Wildenstein († 1379), 1360–1379 Fürstabt des Klosters St. Gallen wird erstmals 1347 als Propst von Ebringen erwähnt.
- Gallus Alt (1610–1687), 1654–1687 Fürstabt des Klosters St. Gallen, war von 1645 bis 1650 Statthalter zu Ebringen.[45]
- Pankraz Vorster (1753–1829), letzter Fürstabt (1796–1805) des Klosters St. Gallen, 1788 bis 1796 nach Ebringen strafversetzt, 1801–1805 als Fürstabt zumeist in Ebringen im Exil.
- Ildefons von Arx (1755–1833), Pater des Klosters St. Gallen, Archivar und Historiker, 1788–96 nach Ebringen verbannt, verfasste die erste Ebringer Dorfchronik.
- Hermann Oechsler (1849–1930), kath. Theologe und Pfarrer, Ehrendoktor der Albert-Ludwigs-Universität Freiburg, 1898–1930 Pfarrer in Ebringen und dort beerdigt.
- Norbert Ruf (1933–2012), Katholischer Geistlicher und Kirchenrechtler, von 1961 bis 1965 Pfarrer und von 1965 bis 1969 Pfarrverweser in Ebringen
- Manfred Hermann (1937–2011), Pfarrer und Kunsthistoriker, von 1979 bis 2006 Pfarrer, danach bis zu seinem Tod im Ruhestand in Ebringen und dort beerdigt.
- Ariel Hukporti (* 2002), professioneller Basketballspieler